# Васил Лічев
Васил Іванов Лі́чев (3 листопада 1921, Румянцево) — болгарський вчений в області технології коньяку і біохімії виноробства. Доктор технічних наук з 1978 року, професор. Член-кореспондент Італійської академії винограду і вина з 1972 року.

## Біографія
Народився 3 листопада 1921 року в селі Румянцевому (тепер Ловецька область Болгарії). Учасник Другої світової війни. Член Болгарської комуністичної партії з 1947 року. Після закінчення Сільськогосподарської академії «Георгі Димитров» у Софії — на педагогічній, науковій та керівній роботі. У 1971—1974 роках — президент Європейської організації з контролю якості харчових продуктів (Амстердам). У 1974—1980 роках — завідувач відділу харчової промисловості при Секретаріаті РЕВ у Москві. З 1980 року завідувач лабораторією Інституту органічної хімії Болгарської академії наук.

## Наукова діяльність
Один з авторів перших болгарських коньяків «Плиска» та «Поморіє»; автор 130 наукових робіт і 6 авторських свідоцтв. Серед праць:
- Разработка технологии получения экстракта из древесины дуба: Обзорная информ. — Москва, 1977;
- Насоки за усъвършенствуване колоните с непрекъснато действие за производството на конячен дестилат. — Лозарство и винарство, 1965, № 7;
- Изследване комплекса на букето-образуването на коняка. — Лозарство и винарство, 1976, № 1.

## Нагороди
Нагороджений орденом «Народна Республіка Болгарія», орденом «Червоний Прапор Праці», радянським орденом Вітчизняної війни 2-го ступеня.